# Bertha Swirles
Bertha Swirles, née le 22 mai 1903 à Northampton et morte le 18 décembre 1999 à Cambridge, est une mathématicienne britannique. Elle enseigne les mathématiques au Girton College de 1938 à 1969. Ses recherches scientifiques, au-delà des mathématiques, concernent les domaines de la mécanique quantique et de la sismologie. Elle est présidente de la Mathematical Association (en) britannique en 1969. 

## Biographie
Bertha Swirles est la fille de Harriett Swirles, enseignante d'école primaire et de William Swirles, négociant de cuir, .Elle est élève à la Northampton School for Girls et, puis s'inscrit en 1921 à Girton College, où elle fait des études de mathématiques et obtient son diplôme avec mention très bien en 1924. Elle poursuit ses études à Cambridge, sous la direction de Ralph H. Fowler. Elle fait également des recherches à l'université de Göttingen sous la direction de Max Born et de Werner Heisenberg. Elle obtient son doctorat à Cambridge en 1929. 
Elle est chargée de cours à l'université de Manchester, puis à l'université de Bristol et à l'Imperial College, puis elle revient à Girton College en 1938, en tant que professeure de mathématiques et fellow du collège. Elle poursuit ses recherches sur la théorie quantique, auxquelles elle ajoute des études en sismologie. En 1949, elle est nommée directrice des études de mathématiques à Girton, poste qu'elle occupe jusqu'en 1969. Ce poste lui permet de soutenir et de développer l'enseignement des mathématiques aux femmes. Elle occupe d'autres fonctions à Girton, notamment celle de mistress (c'est-à-dire de principale) adjointe, de 1966 à 1969. 
En 1940, elle épouse son collègue Harold Jeffreys, professeur à la chaire Plumian en astronomie à Cambridge, et devient Lady Jeffreys lorsque celui-ci est anobli en 1953. Ils publient ensemble Methods of Mathematical Physics en 1946 et elle partage ses intérêts pour la sismologie.
Elle pratique la musique, notamment le piano et le violoncelle,. Elle meurt à Cambridge d'un accident vasculaire cérébral.

## Hommages
Elle est présidente de la Mathematical Association (en) britannique en 1969. 
Elle reçoit des doctorats honoris causa de l'Open University et de l'université de la Saskatchewan
La résidence pour étudiants Swirles Court, de l'université de Cambridge, est nommée en son honneur.

## Publications

### Ouvrages
- Sir Harold Jeffreys et Bertha Swirles (Lady Jeffreys), Methods of Mathematical Physics, troisième édition révisée (Cambridge University Press, 1956 ; réimprimé 1999). Ce livre, publié pour la première fois en 1946, est communément appelé Jeffreys & Jeffreys .  (ISBN 0-521-66402-0) (ISBN 978-0-521-66402-8)

### Articles
- Bertha Swirles, John Arthur Gaunt (1904-1944), Notes and Records of the Royal Society of London, Vol. 44, no 11, p. 73-79 (1990) [lire en ligne]
- Bertha Swirles, Reminiscences and Discoveries: Harold Jeffreys de 1891 à 1940, Notes and Records of the Royal Society of London, vol. 46, no 2, p. 301-308 (1992) [lire en ligne]